# Перовский, Николай Иванович
Никола́й Ива́нович Перо́вский (1785, Российская империя — 22 апреля 1858, Таврическая губерния) — действительный статский советник, губернатор Таврической губернии, феодосийский градоначальник, старший сын графа Алексея Кирилловича Разумовского, дед Софьи Перовской.

## Биография
Воспитывался в доме тетки Н. К. Загряжской и в 1799 году поступил на службу в государственную коллегию иностранных дел студентом, с причислением к константинопольской миссии. 1 января 1801 года он перешел к венской миссии, а затем 31 августа 1803 года — к дрезденской.
По состоянию на 1805 год — в посольстве графа Ю. А. Головкина в Китай, в числе семи дворян посольства (среди них был и Ф. Ф. Вигель). Прослужив затем очень недолго в военной службе в Сумском драгунском полку, Перовский снова зачислился в ведомство коллегии иностранных дел и в 1811 году был отряжен к херсонскому военному губернатору для иностранной переписки.
Перейдя на службу в министерство финансов, Перовский был определён в чиновники государственной канцелярии и 20 ноября 1812 года назначен в комиссию составления законов. В 1816 году по высочайшему повелению он ездил в Амстердам для контрассигнирования частных облигаций по голландскому займу, что и исполнил с успехом.

### В Крыму
28 мая 1817 года он был назначен Таврическим вице-губернатором с производством в статские советники. 25 мая 1820 года занял пост феодосийского градоначальника, а через два года, 25 февраля 1822 года, был назначен таврическим губернатором с оставлением в должности феодосийского градоначальника. К этому времени относится знакомство его с К. Н. Батюшковым, который жил в то время в Крыму больным. Перовский окружал его своими попечениями, а затем со своим доктором отправил его в Санкт-Петербург.
30 марта 1822 года Перовский был произведен в действительные статские советники, а вскоре после того, 16 октября 1823 года, уволен от должности таврического губернатора с оставлением феодосийским градоначальником. Уехав в 1824 году в разрешенный ему 23 апреля годовой отпуск, он не вернулся к должности и высочайшим указом 24 марта 1825 года был причислен к коллегии иностранных дел.
Выйдя затем в отставку, Перовский проживал в своём имении «Алькадар» в деревне Бельбек Симферопольского уезда Таврической губернии, где и умер 22 апреля 1858 года.

## Семья
- сын - Лев Николаевич Перовский (1816 — 13 февраля 1890, Санкт-Петербург) — действительный статский советник, член Совета Министра Внутренних Дел.
- внучка - Софья Львовна Перовская (1 [13] сентября 1853, Санкт-Петербург — 3 [15] апреля 1881, Санкт-Петербург) — член Исполнительного комитета террористической организации «Народная воля».